# Жан Дюфрен
Жан Дюфре́н (нім. Jean Dufresne, псевдонім — Е. С. Фройнд, нім. E. S. Freund — анаграма прізвища Dufresne; 14 лютого 1829, Берлін — 13 квітня 1893, Берлін) — німецький шахіст і шаховий літератор.

## Життєпис
Жан Дюфрен народився у сім'є єврейського купця Якоба Ефраїма Дюфрена у Берліні. Він навчався в гімназії у Берліні до 1847 року, а потім вивчав юриспруденцію в рідному місті і в Бреслау, проте був змушений покинути навчання, коли його батько зіткнувся з фінансовими труднощами. Згодом він став журналістом.
Дюфрен був невдалим романістом під анаграмним псевдонімом E. S. Freund, але написав декілька шахових книг. Займався шахами, був учнем А. Андерсена; працював співредактором журналу «Deutsche Schachzeitung». Вів шахові розділи у низці німецьких газет. Є укладачем збірника партій матчу П. Морфі — А. Андерсен (1858), Лондонського (1862) і Паризького (1867) турнірів, антологій шахових партій і задач. З численних шахових підручників Дюфрена найпопулярнішим був «Малий посібник для вивчення шахової гри» («Kleines Lehrbuch des Schachspiels», 1881, у Німеччині зазвичай відомий як «Der Kleine Dufresne» — «Малий Дюфре»), що не раз видавався у тому числі і у перекладах. Він також написав популярну книгу про Пола Морфі.
У шахових турнірах брав участь рідко. Відомий також тим, що є співавтором «вічнозеленої партії».
Помер у 1893 році від апоплексичного удару.